# عبد الرسول الفيروزكوهي
الشيخ عبد الرسول النوري الفيروزكوهي المازندراني الطهراني (ت. 1325 هـ). هو رجل دين وفقيه شيعي إيراني كان من سكنة طهران فيُشار إليه بلقب الطهراني، وأمَّا لقب المازندراني فهو لأصله الذي يعود لمازندران في شمال إيران، والنوري نسبة لنور وهي إحدة مناطق مازندران. وكان المازندراني في حياته من علماء الشيعة الإثني عشريَّة البارزين في طهران، وهو من تلامذة محمد حسن الآشتياني الطهراني. وللمازندراني بعض المؤلَّفات العربيَّة المطبوعة معظمها رسائل فقهيَّة في تحقيق مسائل في الفقه الشيعي.

## مؤلفاته
| - شرح زيارة عاشوراء. من أشهر كتبه، كتبه في شرح زيارة عاشوراء، وقد طبع طبعة حجريَّة في حياة المؤلِّف سنة 1321 هـ، وقد قام مؤخراً حسن العلوي الدرازي بإعادة تحقيق الكتاب، ثم قامت مكتبة فدك لإحياء التراث بإعادة طبع الكتاب محققاً في سنة 1430 هـ / 2009 م. - إنشاء الصلوات على إمام العصر. - رسالة في تكليف الكفار بالقضاء مع سقوطه عنهم بالإسلام. - رسالة في حكم الوضوء قبل الوقت. | - رسالة الشطرنجية. كتبها بالعربية، وترجمها ولده علي بن عبد الرسول إلى الفارسية. - رسالة في العقد على الصغيرة. - رسالة في اشتراط القربة في العبادة تمسكاً بآية البينة. - رسالة في الأواني. - حواشي على روض الجنان في شرح إرشاد الأذهان. - حاشية على أسرار الصلاة. |